# Tygers of Pan Tang
I Tygers of Pan Tang sono un gruppo musicale heavy metal, facente parte dell'ondata NWOBHM, nato nel 1978 per opera dell'allora diciassettenne chitarrista Robb Weir originario di Whitley Bay nel nord-est dell'Inghilterra.

## Storia

### I primi anni, 1978-1983

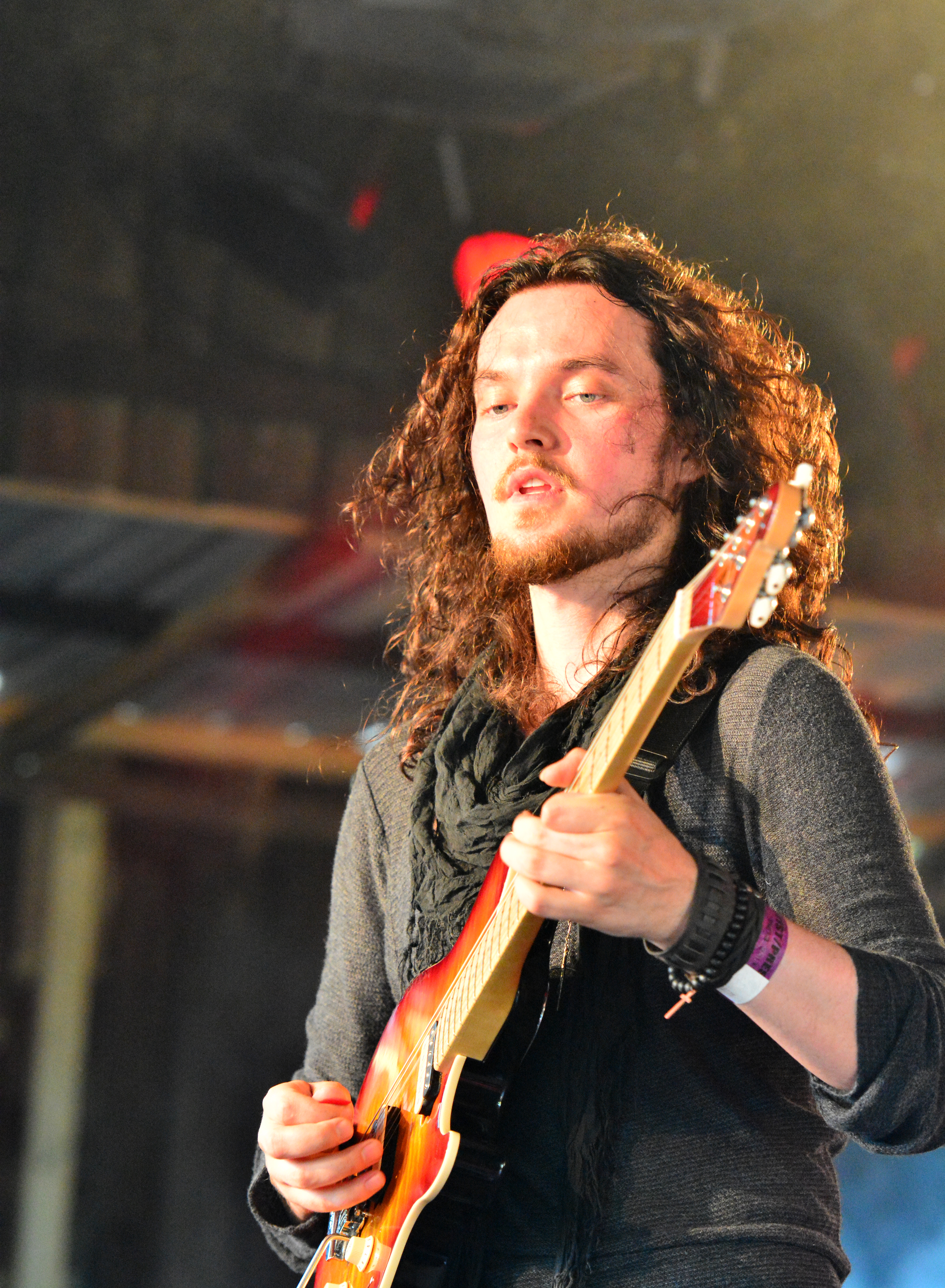
Micky Crystal

La band è stata originariamente costituita nel 1978 da Robb Weir (chitarra) che recluta Brian “Big” Dick (batteria), Rocky (Richard Laws, basso), e Jess Cox (voce) che sostituisce tale Mark Butcher durato una decina di show.
Il singolare nome proposto dal bassista Rocky è preso dal racconto Stormbringer dalla saga fantasy Elric il negromante di Michael Moorcook e fa riferimento alle tigri che le truppe speciali dell'esercito del caos dell'isola di Pan Tang utilizzano in battaglia. In più, la i di tigers viene cambiata in y. Rapidamente si costituisce un seguito locale e firmano per la nascente etichetta locale indipendente Neat Records che pubblica il singolo di debutto Don't touch me there prima che la MCA dia loro un importante contratto discografico. Dopo diversi singoli, esce il loro primo album, Wild Cat, nel 1980. L'album ha raggiunto il numero 18 nella classifica degli album UK nella prima settimana della sua uscita.
Successivamente John Sykes (ex di Streetfighter, più avanti in Badlands, Thin Lizzy, Whitesnake e Blue Murder) viene aggiunto come secondo chitarrista. Jess Cox abbandona il gruppo per divergenze musicali, forma il primo nucleo dei Lionheart (da cui se ne va presto per pubblicare l'album solista Third Step) e viene sostituito dal cantante Jon Deverill proveniente dai Persian Risk. Questa formazione pubblica l'LP classico Spellbound nella primavera del 1981. L'album è molto acclamato dalla critica e amato dai fan. Invece di promuovere Spellbound con un tour mondiale la casa discografica manda la band a registrare quasi subito un terzo album producendo velocemente il sottovalutato Crazy Nights. La frustrazione diventa evidente all'interno della band e poco dopo la registrazione di Crazy Nights e poco prima l'inizio di un tour europeo John Sykes decide di lasciare anche perché tentato da un provino con Ozzy Osbourne che in realtà non avverrà mai. La band recluta il chitarrista ex-Penetration Fred Purser che impara il set in due giorni prima dell'inizio del tour.
Il quarto album The Cage (1982) è il loro sforzo più compiuto finora e il futuro sembrava promettente bene visto che risulta essere l'album più venduto. Purtroppo ancora una volta la casa discografica non promuove a sufficienza la band a meno che non accetti di eseguire più canzoni esterne alla band a seguito del successo che la band ottenne con Love Potion No. 9 e Rendezvous. La band cercò di rescindere il contratto e di concentrarsi esclusivamente sul proprio materiale con un quinto album già quasi pronto, ma le richieste economiche della MCA per rilevare il loro contratto superavano la disponibilità di qualsiasi altra casa discografica così la band si sciolse per la frustrazione una prima volta.

### Riformazione, 1985-1987

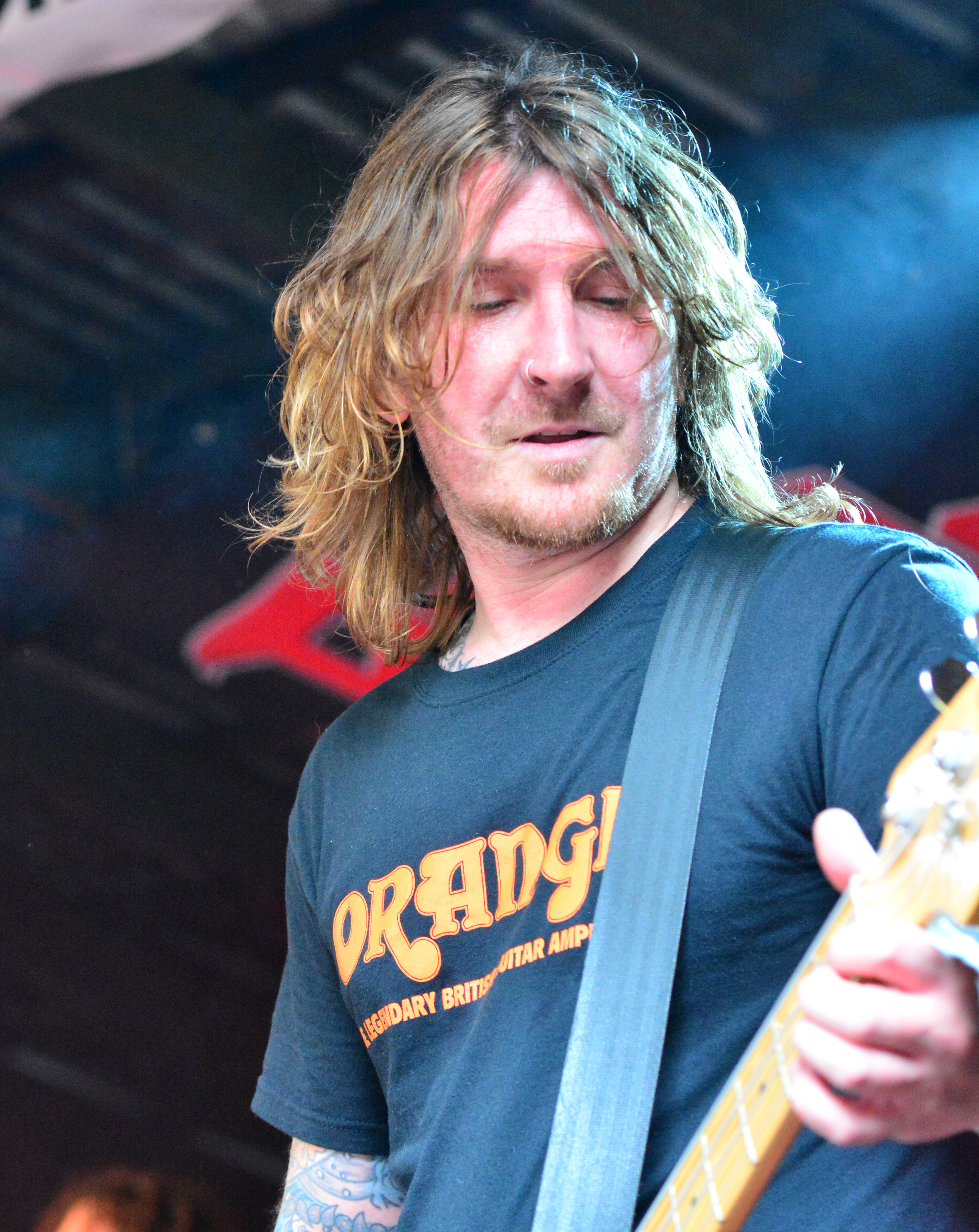
Gavin Gray

Nel 1985, Jon Deverill e Brian Dick riformano la band con Steve Lamb (ex Sergeant) alla chitarra, Neil Sheppard alla chitarra, ed ex-Warrior, Dave Donaldson al basso poi sostituito da Clin Irwin membro ex-Satan.
Nel 1985 la scena NWOBHM si era ormai esaurita e il modello in auge è quello dei Def Leppard e il loro grande successo americano. Anche i Tygers of Pan Tang sono alla ricerca di un suono più commerciale e pop che grande successo radiofonico riscuoteva in America.
Naturalmente il cantante Jon Deverill e il batterista Brian Dick erano gli unici membri rimasti e l'utilizzo di questo nome potrebbe anche spiegare perché la band perse un po' di slancio non accontentando i vecchi fans e restando indifferente ai nuovi. I Tygers di Pan Tang riformati distribuirono l'album The Wreck-Age nell'estate 1985 per la Music for Nations, e successivamente Burning in the Shade, nel 1987, attraverso la Zebra Records.

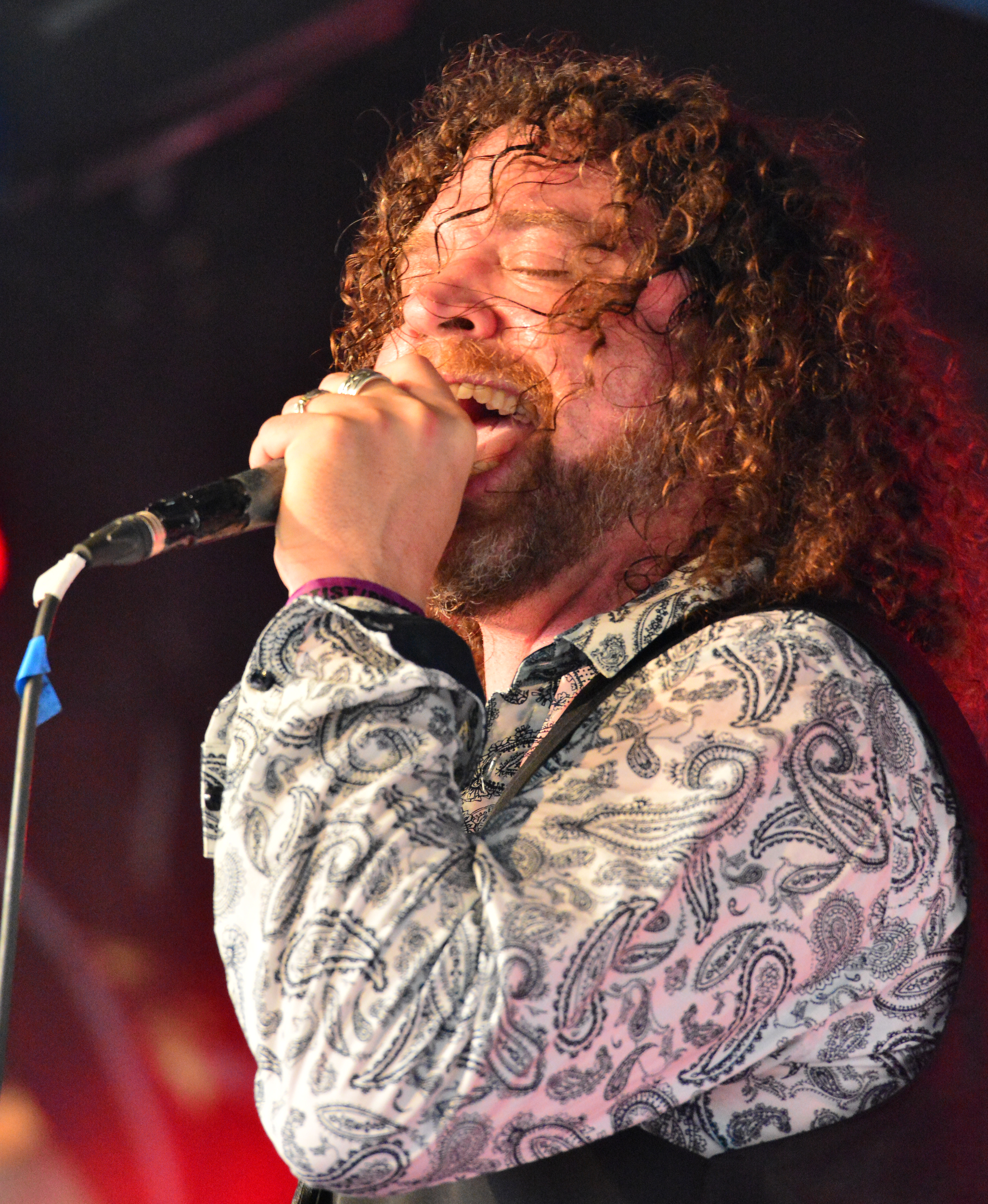
Jacopo Meille

L'album The Wreck-Age contiene hard rock altamente lucidato con un sacco di evidenti canzoni radiofoniche. Le chitarre sono tenute in secondo piano per fare spazio a una tastiera lucida nel suono, prepotente e pesante. Questo album suona come qualcosa di AOR più di quanto non faccia una band dalla scena NWOBHM. Diverse canzoni di questo album probabilmente avrebbero potuto essere grandi hit radiofoniche sotto altro nome. Il fatto che Innocent Eyes, con il suo grande coro e la melodia orecchiabile, non divenne un singolo internazionale dimostra che a volte ci vuole di più di una ottima voce, di buone canzoni e una casa discografica compiacente. Allo stesso modo Desert of No Love e Waiting avrebbero potuto essere dei successi nell'estate del 1985. La voce di Jon Deverill è perfettamente adatta per questo stile di rock duro. Ancora una volta l'indifferenza del mercato influenza la stabilità della band che perde in successione vari membri.
Burning in the Shade si muove sugli stessi canoni di The Wreck-Age ricevendo recensioni negative e la band si sciolse nuovamente.
Nel frattempo, Robb Weir, reduce dai Sergeant, e Jess Cox formarono la band spin-off Tyger Tyger allestendo qualche tour locale.

### Interludio anni ‘90

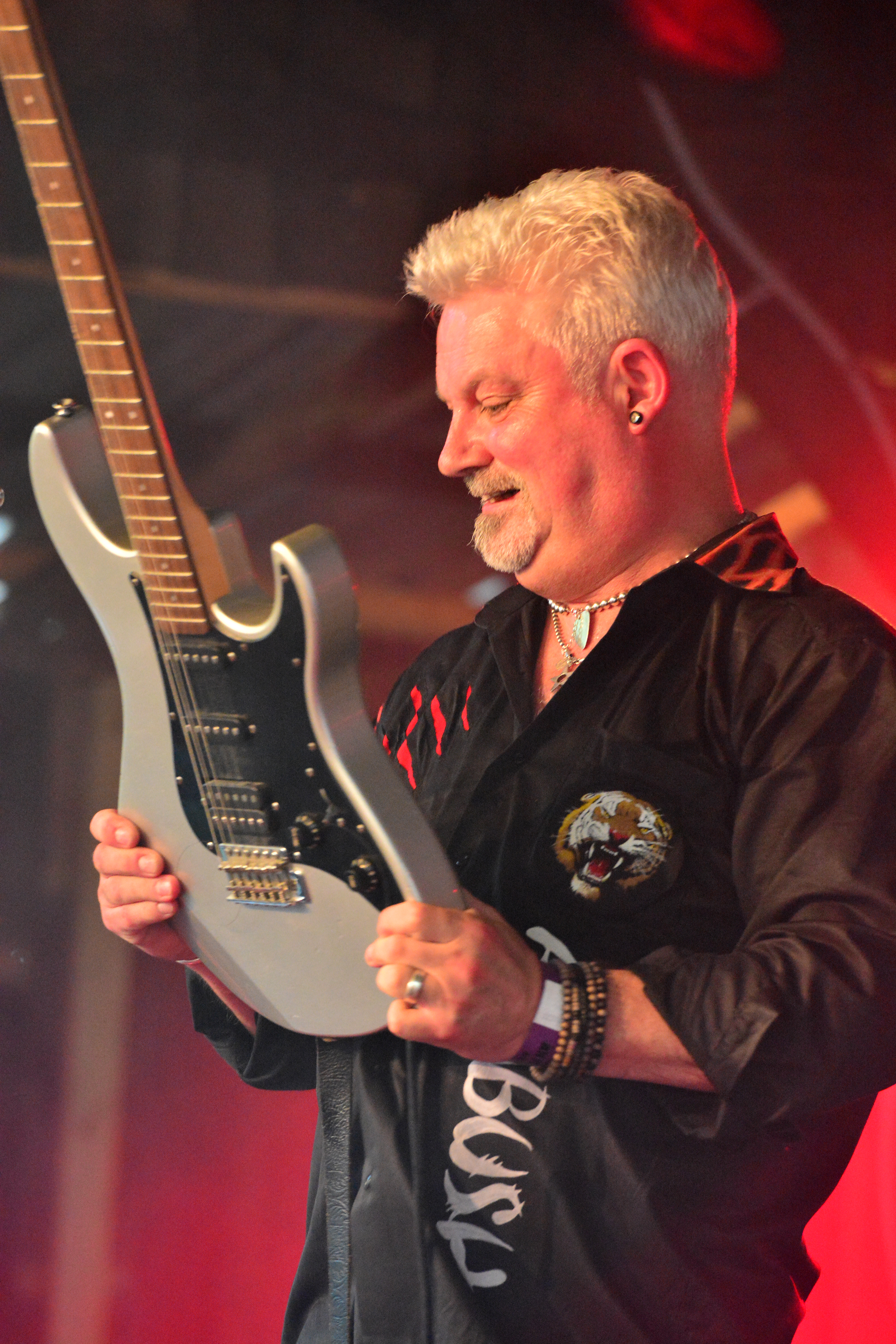
Robb Weir, fondatore del gruppo

Diverse compilation e album dal vivo sono stati prodotti dalle due prime etichette della band, Neat Records e MCA e mantengono in vita questo nome leggendario. Si sente parlare di Jon Deverill quando gli Iron Maiden lo inseriscono nella top 5 tra il possibile sostituto di Bruce Dickinson, nell'aver militato per breve tempo nei Waysted e del provino con i Victory o per essere stato scartato da quello dei Tokyo Blade.
In realtà Jon Deverill ha continuato a lavorare come attore con il nome di John Deville, ed a partire da ottobre 2007 si esibiva in The Sound of Music al Palladium di Londra con la televisione stella Connie Fisher.
Nel corso del 1998 al Wacken Open Air festival, Jess Cox sul palco con i Blitzkrieg, canta tre vecchie canzoni dei primi Tygers. La risposta del pubblico è stata molto positiva, così un anno dopo, per celebrare il 20º anniversario del debutto dei Tygers Of Pan Tang e il 10° Wacken Open Air, la band è stata invitata a suonare sul palco principale ma i soli Jess Cox e Robb Weir sono presenti, ora supportati dal chitarrista Glenn Howes, il bassista Gavin Gray dei Blitzkrieg e il batterista Chris Percy. Le registrazioni delle loro prestazioni sono riportate nel Live at Wacken album.

### Nuovo millennio

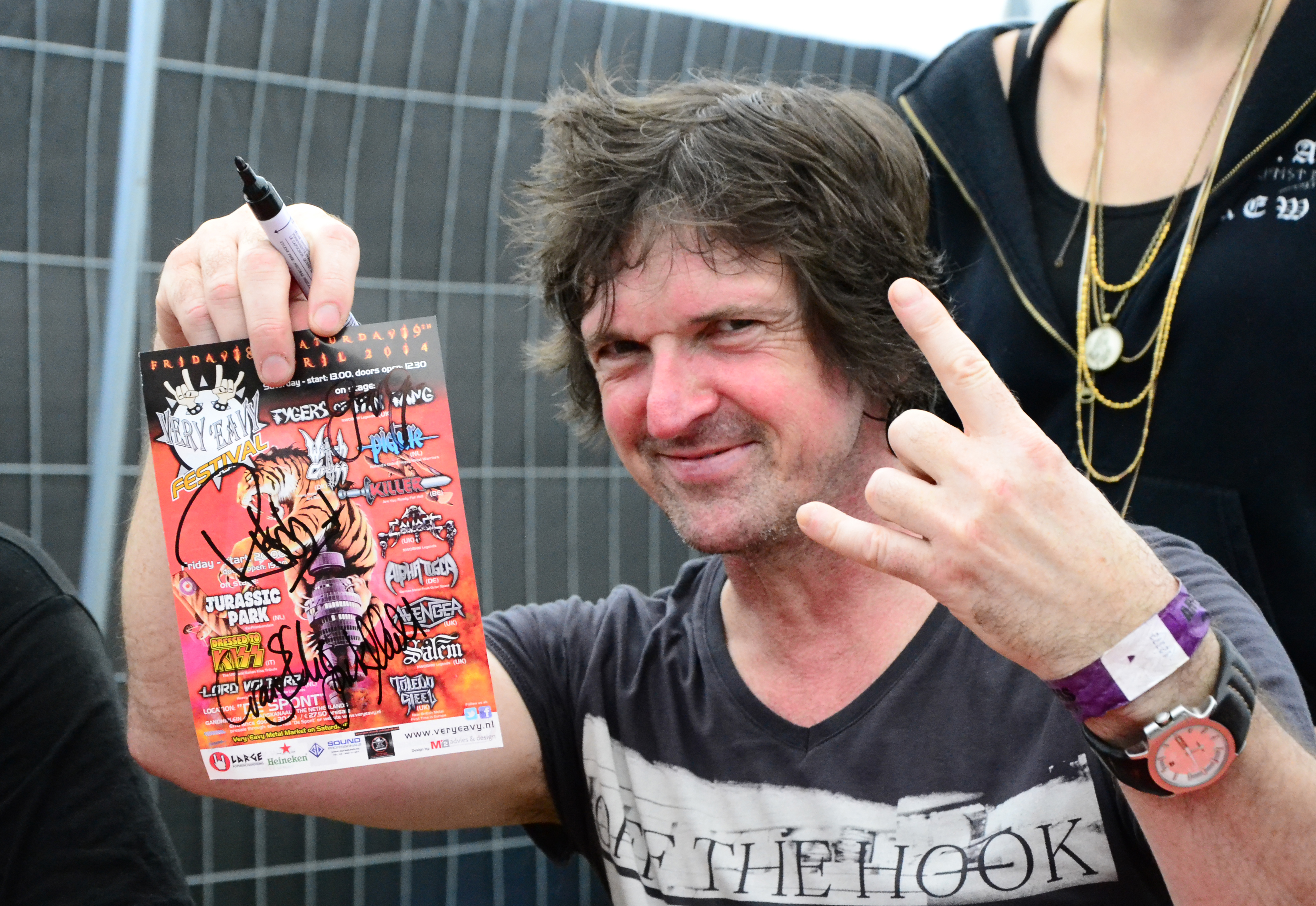
Craig Ellis

Nel 2001 Robb Weir decide di riformare la band, pur essendo l'unico membro originale interessato è deciso a mantenere vivo il nome Tygers of Pan Tang.
Gli altri musicisti sono stati Tony Liddell Liddle (voce dei Strangeways) già conosciuto ai tempi dei Sergeant, Dean Robertson (chitarra solista) già con Grand Slam e Discovery, Brian West (basso) già con Taurus e Craig Ellis (batteria). Pubblicano Mystical per la Z-Records con brani per lo più risalenti all'era Tyger Tyger e Sergeante del repertorio di Tony. Suonarono in diversi festival, ma le vendite sono ancora una volta deludenti e perdono il contratto. Tony Liddell se ne va e viene sostituito da Richie Wicks. Nel 2004 esce Noises from the Cathouse con il nuovo cantante Richie Wicks già bassista negli Angel Witch. La band produce un album split The Second Wave-25 Years of NWoBHM con Girlschool e Oliver / Dawson Saxon sul Comunicato Records. Subito dopo anche Richie Wicks lascia per divergenze musicali ed è sostituito dall'italiano Iacopo Meille già cantante tra gli altri dei gruppi italiani Mantra, Fool's Moon, e della cover band dei Led Zeppelin Norge.
Anche se destinato solo a scopi promozionali nell'ottobre 2007, la band pubblica una edizione limitata di cinque tracce EP intitolato Back e Beyond, con rielaborazioni di tre canzoni dei primi anni 1980, insieme a due nuovi brani. Le due nuove tracce erano il perfetto assaggio di ciò che sarebbe accaduto ai Tygers of Pan Tang nel loro prossimo album. Le premesse sono buone tanto che l'EP viene ristampato.
Animal Instinct è pubblicato 19 maggio 2008, il primo con il cantante Iacopo Meille e se le recensioni furono buone per l'EP Back & Beyond, per Animal Instinct erano spettacolari. Geoff Barton di Classic Rock Magazine diede all'album un 8/10 con un commento lusinghiero preferendolo agli album usciti contemporaneamente di Whitesnake di Good to be Bad e Def Leppard di Songs from the Sparkle Lounge. L'album ricevette recensioni fantastiche in tutto il mondo in riviste e siti web simili.
Nel 2009/10 il gruppo continuò a suonare dal vivo in tutta Europa per promuovere Animal Instinct.
Il 2010 è stato considerato ufficialmente il 30º anniversario della NWOBHM, questo ha visto anche i Tygers celebrare il 30º anniversario del loro album di debutto Wildcat. Per commemorare l'evento, la band ha riregistrato 5 tracce dell'album Wildcat e ha chiamato questo lavoro The Wildcat sessions. L'EP è stato ancora una volta un mezzo per favorire la promozione della nuova line-up e di modernizzare alcune di queste canzoni classiche. La serie di sessioni è stato un tale successo che la band ha deciso di continuare la registrazione di questo formato per celebrare i primi album e in attesa di trascrivere del nuovo materiale quindi esce anche The Spellbound Sessions.
Nel 2011 il bassista Gavin Gray entra ufficialmente nella band per sostituire Brian West andato a lavorare come tecnico del suono per gli Uriah Heep.
Nel luglio 2011 i Tygers Of Pan Tang annunciano che hanno firmato un accordo con Rocksector Records (una piccola etichetta indipendente con sede nel Regno Unito ma disponibile nella maggior parte dei paesi attraverso la loro rete di distribuzione) per l'uscita mondiale del loro prossimo album in studio intitolato Ambush.
Nel 2012 la band pubblica il secondo album di inediti Ambush che è stato diretto e realizzato da Chris Tsangarides ancora con Jacopo Meille alla voce. L'album riceve ancora una volta consensi in tutto il mondo, ma a differenza di 'Animal Instinct' la promozione è stata supervisionata da Rocksecter Records ed è più capillare. L'opera ha ricevuto particolare attenzione per la copertina creata da Rodney Matthews già autore dell'album Crazy Nights. 2012 ha visto la band suonare in Sweden Rock Festival ricevendo una grande accoglienza nonché un tour in Spagna per la prima volta.
Nel gennaio 2013 la band ha annunciato tramite il sito ufficiale che il chitarrista Dean Robertson lascia la band per divergenze musicali. E in febbraio la band annuncia Micky McCrystall quale sostituto, un paio di spettacoli dal vivo in tutto il Regno Unito e in Europa, con la presentazione nel settembre 2014 in uno storico concerto a Gorizia del The Crazy Nights Sessions e la sua pubblicazione commerciale nel novembre del 2014.
Il 2015 inizia con la ristampa di The Wildcat sessions e The Spellbound Sessions in un unico cd con il titolo Tygers sessions: the first wave e vede ancora una volta il complesso invitato a numerosi festival europei. 
Nell'autunno 2016 esce l'album omonimo "Tygers of Pan Tang" registrato tra gennaio e febbraio preceduto in agosto all'uscita del singolo "Only The Brave" mentre nel 2017 un ulteriore singolo "Never give in", con la caratteristica che sul lato b compaiono brani non presenti nell'album.

## Formazione attuale
- Jacopo Meille - voce
- Robb Weir - chitarra
- Francesco Marras - chitarra
- Huw Holding - basso
- Craig Ellis - batteria

### Ex componenti

#### Cantanti
- Jess Cox
- John Deverill
- Tony Liddell
- Richie Wicks

#### Chitarristi
- Steve Lamb
- Neil Sheppard
- John Sykes
- Fred Purser
- Mick Procter
- Dean "Deano" Robertson
- Michael McCrystal

#### Bassisti
- Gav Gray
- Richard "Rocky" Laws
- Clin Irwin
- Dave Donaldson
- Brian West

#### Batteristi
- Brian Dick

## Discografia

### Album in studio
- 1980 – Wild Cat
- 1981 – Spellbound
- 1981 – Crazy Nights
- 1982 – The Cage
- 1985 – The Wreck-Age
- 1987 – Burning in the Shade
- 2001 – Mystical
- 2003 – Noises from the Cathouse
- 2008 – Animal Instinct
- 2012 – Ambush
- 2016 – Tygers of Pan Tang
- 2019 – Ritual
- 2023 – Bloodlines

### Live album
- 2001 – Live at Nottingham Rock City
- 2001 – Live at Wacken
- 2003 – Live in the Roar
- 2005 – Leg of the Boot: Live in Holland

### Raccolte
- 1982 – Tygers of Pan Tang
- 1986 – First Kill
- 1992 – Singles
- 1999 – On the Prowl: The Best of
- 2005 – Detonated
- 2005 – Big Game Hunting (The Rarities)
- 2021 – Majors & Minors

### Altro
- 2002 – Cybernation (Demo)
- 2003 – The Second Wave-25 Years of NWoBHM (Split)
- 2004 – Vision From The Cathouse
- 2009 – Animal Instinct X 2
- 2010 – The Wildcat Sessions
- 2011 – The spellbound Sessions
- 2014 – The Crazy Nights Sessions
- 2015 – Tygers Sessions: the First Wave (ristampa The Wildcat Sessions + The spellbound Sessions)

### Singoli
- Don't Touch Me There - 1979
- Rock 'N' Roll Man - 1980
- Suzie Smiled - 1980
- Euthanasia - 1980
- Don't Stop By - 1981
- Hellbound - 1981
- The Story So Far - 1981
- Love Don't Stay - 1981
- Do It Good - 1981
- Making Tracks - 1982
- Paris By Air - 1982
- Rendezvous - 1982
- Love Potion No.9 - 1982
- Lonely at the Top - 1982
- Only The Brave - 2016
- Never Give In - 2017
- White Lines - 2019